# إي إتش كالفيرت
إي إتش كالفيرت (بالإنجليزية: E. H. Calvert)‏ مواليد 27 يونيو 1863 في الإسكندرية، الولايات المتحدة - الوفاة 5 أكتوبر 1941 في هوليوود، الولايات المتحدة، هو ممثل ومخرج أمريكي بدأ مسيرته الفنية سنة 1912. شارك في قرابة 170 فلما. امتدت مسيرته الفنية لأكثر من 27 عاما. من أعماله مدينة الشباب (1928).

## روابط خارجية
- إي إتش كالفيرت على موقع IMDb (الإنجليزية)
- إي إتش كالفيرت على موقع ألو سيني (الفرنسية)
- إي إتش كالفيرت على موقع أول موفي (الإنجليزية)
- إي إتش كالفيرت على موقع قاعدة بيانات الأفلام السويدية (السويدية)
- إي إتش كالفيرت على موقع قاعدة بيانات الفيلم (الإنجليزية)
- إي إتش كالفيرت على موقع كينوبويسك (الروسية)